# Canton de Meyrueis
Le canton de Meyrueis était une division administrative française, située dans le département de la Lozère et la région Languedoc-Roussillon.

## Composition
| Nom                       | Code Insee | Intercommunalité            | Superficie (km2) | Population (dernière pop. légale) | Densité (hab./km2) |
| ------------------------- | ---------- | --------------------------- | ---------------- | --------------------------------- | ------------------ |
| Meyrueis (chef-lieu)      | 48096      | CC Gorges Causses Cévennes  | 104,68           | 830 (2014)                        | 7,9                |
| Fraissinet-de-Fourques    | 48065      | CC Gorges Causses Cévennes  | 24,30            | 65 (2014)                         | 2,7                |
| Gatuzières                | 48069      | CC Gorges Causses Cévennes  | 29,40            | 59 (2014)                         | 2                  |
| Hures-la-Parade           | 48074      | CC Gorges Causses Cévennes  | 88,59            | 270 (2014)                        | 3                  |
| Le Rozier                 | 48131      | CC de Millau Grands Causses | 2,03             | 148 (2014)                        | 73                 |
| Saint-Pierre-des-Tripiers | 48176      | CC Gorges Causses Cévennes  | 34,74            | 75 (2014)                         | 2,2                |

## Démographie
| 1962  | 1968  | 1975  | 1982  | 1990  | 1999  | 2006  | 2011  | 2012  |
| ----- | ----- | ----- | ----- | ----- | ----- | ----- | ----- | ----- |
| 1 810 | 1 565 | 1 385 | 1 362 | 1 395 | 1 382 | 1 454 | 1 407 | 1 419 |

## Représentation
Sources : Annuaires du département de la Lozère. https://gallica.bnf.fr/ark:/12148/cb326955871/date

### Conseillers généraux de 1833 à 2015
| Période | Période      | Identité                                                                     | Étiquette                     | Qualité |
| ------- | ------------ | ---------------------------------------------------------------------------- | ----------------------------- | --- |
| 1833    | 1835 (décès) | Jean Antoine Clotilde Maurin-Carnac (1780-1835)                              |                               | Géomètre à Meyrueis |
| 1835    | 1839         | Antoine Raymond de Roquetaillade                                             |                               | Ancien officier, maire de La Malène                                                                                         |
| 1839    | 1861         | Pierre Amédée Maurin-Carnac (1786-1876, frère de Jean Antoine Maurin-Carnac) |                               | Avocat, juge au Tribunal civil d'Alais                                                                                      |
| 1861    | 1870         | Jules Vincens                                                                |                               | Négociant |
| 1870    | 1886         | Eugène Joly de Morey                                                         | Droite                        | Propriétaire à Meyrueis |
| 1886    | 1892         | Louis Jourdan                                                                | Républicain (Gauche radicale) | Préfet puis avocat Député (1886-1905)                                                                                       |
| 1892    | 1898         | Gonzague Delapierre                                                          | Républicain constitutionnel   | Notaire, maire de Meyrueis (1888-1899)                                                                                      |
| 1898    | 1904         | Joseph Constantin-Toye                                                       | Rad.                          | Avocat à Millau Maire de Fraissinet-de-Fourques                                                                             |
| 1904    | 1919         | Gabriel Dol                                                                  | Républicain                   | Rentier - Maire de Meyrueis                                                                                                 |
| 1919    | 1928         | Paul Marion                                                                  | Rad.                          | Agent-voyer en retraite à Meyrueis                                                                                          |
| 1928    | 1940         | Joseph Fages                                                                 | URD                           | Pharmacien Maire de Meyrueis Nommé conseiller départemental en 1942                                                         |
|         |              |                                                                              |                               | |
| 1945    | 1951         | Henri Bernadou                                                               | MRP                           | Marchand de vin à Meyrueis                                                                                                  |
| 1951    | 1958         | Marcel Védrines                                                              | Rad.                          | Hôtelier, maire de Meyrueis (1956-1965)                                                                                     |
| 1958    | 1976         | Henri Trémolet de Villers                                                    | CNIP puis DVD                 | Avocat - Député (1956-1962) Maire de Mende (1971-1977)                                                                      |
| 1976    | 2008         | Jean-Paul Pottier                                                            | UDF-PR puis DL puis UMP       | Notaire Conseiller municipal de Meyrueis (1981-2008) Maire de Meyrueis (1996-2001) Président du conseil général (1998-2004) |
| 2008    | 2015         | Denis Bertrand                                                               | PS                            | Cultivateur Maire de Meyrueis (2001-2014) Elu en 2015 dans le Canton de Florac                                              |

### Conseillers d'arrondissement (de 1833 à 1940)
| Période                                  | Période      | Identité                             | Étiquette   | Qualité |
| ---------------------------------------- | ------------ | ------------------------------------ | ----------- | --- |
| 1833                                     | 1834 (décès) | Antoine Avesque-Gaillard (1771-1834) |             | Négociant et propriétaire foncier, adjoint au maire de Meyrueis                                             |
| 1834                                     | 1855         | Jean Duclaux Vincent (1795-1863)     |             | Négociant, maire de Meyrueis                                                                                |
| 1855                                     | 1870         | Calixte Robert (1811-1884)           |             | Médecin à Meyrueis                                                                                          |
| 1870                                     | 1877         | Vincent Duclaux                      |             | Propriétaire à Meyrueis                                                                                     |
| 1877                                     | 1901         | Maurice Nazon                        | Républicain | Maire de Gatuzières (1847-1902) Doyen des maires de France à son décès                                      |
| 1901                                     | 1907         | Albert-Fernand Marion                |             | Docteur en médecine à Meyrueis                                                                              |
| 1907                                     | 1937         | Henri Arragon                        | Libéral     | Menuisier à Fraissinet-de-Fourques, maire de La Parade                                                      |
| 1937                                     | 1940         | Paul Lapeyre                         |             | Médecin à Meyrueis                                                                                          |
| 1940                                     |              |                                      |             | Les conseils d'arrondissement ont été suspendus par la loi du 12 octobre 1940 et n'ont jamais été réactivés |
| Les données manquantes sont à compléter. |              |                                      |             | |